# 阿爾門山
47°18′57″N 8°53′16″E / 47.31583°N 8.88778°E

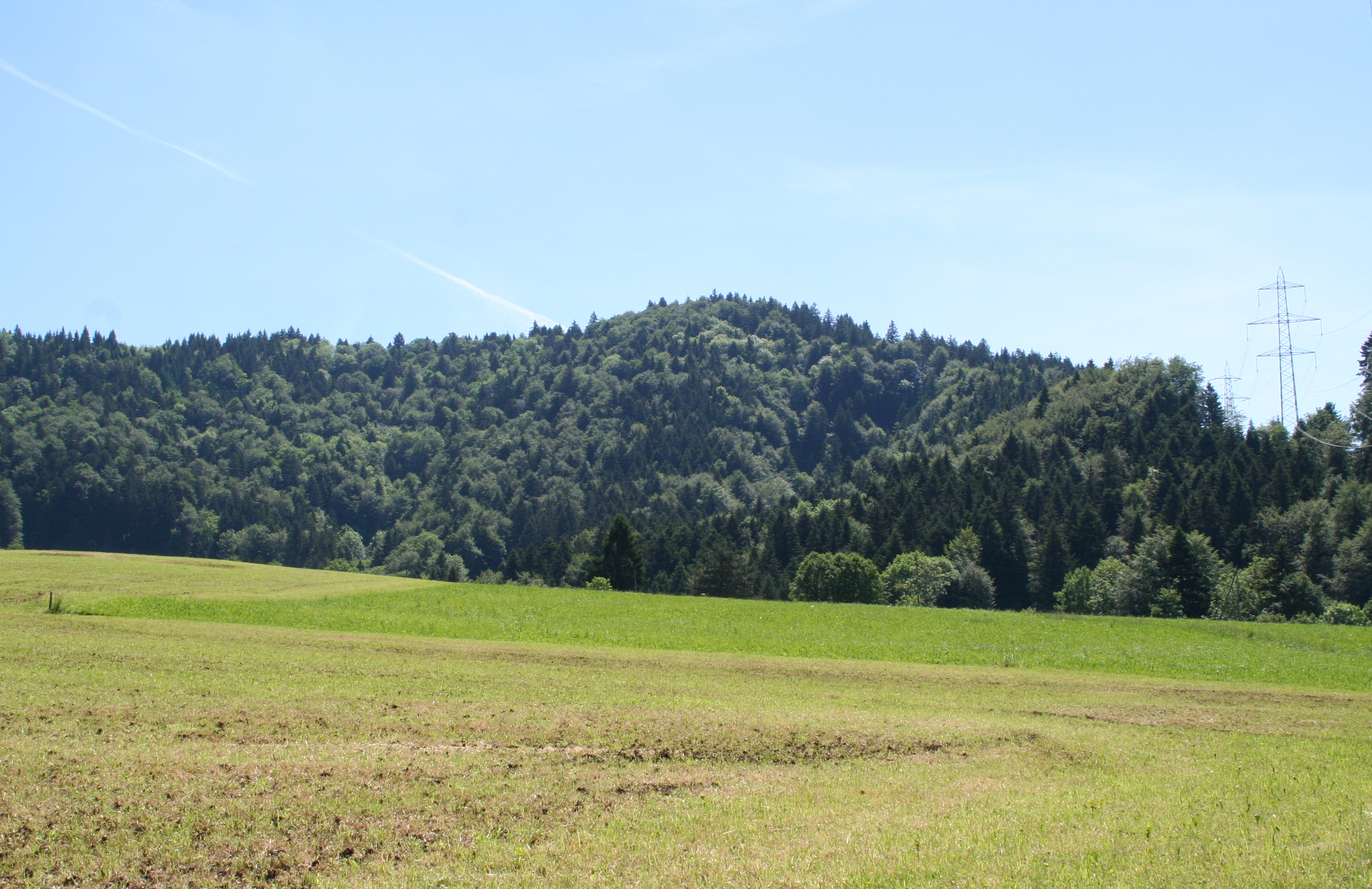

阿爾門山（Allmen），是瑞士的山峰，位於該國北部，由蘇黎世州負責管轄，屬於蘇黎世高地的一部分，距離巴赫特爾山2公里，海拔高度1,079米，每年平均降雨量1,869毫米。